# Johan August Muhr
Johan August Muhr (född 11 september 1842  i Löa, Ramsberg, död 2 januari 1882 i Fridsta, Asker) var lantbrukare och organiserad nykterist.
När den svenska storlogen av maliniternas IOGT bildades i Skövde, i augusti 1880, valdes Muhr till ordenstemplare.
Han var dock sjuklig och fick redan i december samma år lämna över ledarskapet till den stridbare vice chefen Olof Bergström.
Vid sin död efterlämnade Muhr hustrun Hilda Lovisa Charlotta (född Pira) och fyra barn.